# تورو هاشیموتو
تورو هاشیموتو (انگلیسی: Tōru Hashimoto؛ زادهٔ ۲۹ ژوئن ۱۹۶۹) سیاستمدار اهل ژاپن است.